# Gemini Nunatak
Gemini Nunatak är en nunatak i Antarktis. Den ligger i Västantarktis. Argentina, Chile och Storbritannien gör anspråk på området. Toppen på Gemini Nunatak är 490 meter över havet.
Terrängen runt Gemini Nunatak är kuperad västerut, men österut är den platt. Trakten är obefolkad. Det finns inga samhällen i närheten. 